# Methylsilantriol
Methylsilantriol ist eine chemische Verbindung und gehört zu den Silanolen. Es ist ein Derivat von Silan und das Siliciumanalogon des instabilen 1,1,1-Ethantriol.

## Darstellung und Gewinnung
Bei der Hydrolyse von Trichlormethylsilan wird – unter geeigneten Bedingungen – Methylsilantriol gebildet.
{\displaystyle {\ce {H3CSiCl3 + 3 H2O -> H3CSi(OH)3 + 3 HCl}}}
Er kann auch durch Hydrolyse einer Lösung von Kaliummethylsiliconat mit einer hochreinen wässrigen alkalischen Lösung gewonnen werden.

## Eigenschaften
Methylsilantriol ist eine farblose Flüssigkeit und flüchtige organische Verbindung, die sehr gut löslich in Wasser ist. Obwohl sie bei Konzentrationen von weit über 10 mM zur Bildung von Oligomeren neigt, ist sie unterhalb dieser Mindestschwelle stabil. Oberhalb dessen unterliegt sie einer spontanen, konzentrationsabhängigen Selbstassoziation, was die Löslichkeit einschränkt, da sich bei höheren Konzentrationen Polymere in fester Phase bilden.
Es kann zu Hydroxymethylsilantriol abgebaut werden.

## Verwendung
Methylsilantriol ist ein mögliches Hydrolyseprodukt von Verzweigungsstellen an PDMS-Ketten. Das Kaliumsalz (Kaliummethylsiliconat, CAS-Nummer: 31795-24-1) wird als Hydrophobierungsmittel für Baustoffe verwendet. Methylsilantriol (Organisches Silicium, Monomethylsilantriol) darf unbeschadet der Bestimmungen der Richtlinie 2002/46/EG als neuartige Lebensmittelzutat zur Verwendung in für Erwachsene bestimmten Nahrungsergänzungsmitteln in flüssiger Form in einer Dosis von höchstens 10,40 mg Silicium pro Tag gemäß Herstellerempfehlung in der Union in Verkehr gebracht werden.